# Guthrie Lourdes Hospital
Guthrie Lourdes Hospital es un hospital comunitario de 197 camas en Binghamton, Nueva York, Estados Unidos. En él trabajan más de 2550 empleados. 

## Historia
En 1983, el hospital fue seleccionado por el gobierno federal de los Estados Unidos para participar en un proyecto nacional de investigación del cáncer.
En 2006, una inundación causó daños en el centro hospitalario valorados en varios millones de dólares.
En 2018, el hospital fue certificado como el decimoprimer mejor hospital del estado de Nueva York según las clasificaciones de especialidades de U.S. News Best Hospitals.